# Armorial des communes du Tarn
- quelques blasons ne sont pas référencés.
- il reste des blasons à dessiner dans cet armorial.

- Haut – A
- B
- C
- D
- E
- F
- G
- H
- I
- J
- K
- L
- M
- N
- O
- P
- Q
- R
- S
- T
- U
- V
- W
- X
- Y
- Z

Cette page donne les armoiries (figures et blasonnements) des communes du Tarn.
(1 dessin(s) en attente. S )

## A
| Blason de Aguts | Blason  | D'azur à la fasce d'or, accompagnée de deux losanges du même, une en chef et une en pointe. |
| Blason de Aguts | Détails | Le statut officiel du blason reste à déterminer.                                            |

| Blason de Aiguefonde | Blason  | De sinople à l'hamaïde d'or, au coq du même, crêté et barbé de gueules, brochant sur le tout. |
| Blason de Aiguefonde | Détails | Le statut officiel du blason reste à déterminer.                                              |

| Blason de Alban | Blason  | Coupé : au premier parti au I d'or à la croix pattée alésée de gueules et au II de gueules aux lettres N, D et A, capitales entrelacées d'or, à la Vierge d'argent brochant sur le tout, au second d'argent à la caravelle de sable, équipée de gueules, voguant sur une mer de sinople ; à la fasce d'azur chargée de trois fleurs de lys d'or brochant sur le coupé. |
| Blason de Alban | Détails | Le statut officiel du blason reste à déterminer. |

| Blason de Albi | Blason  | De gueules, au château crénelé à quatre pièces d'argent, maçonné de sable, ouvert du champ de deux portes coulissées d'argent, sommé d'un léopard d'or les pattes posées sur les quatre créneaux, le tout brochant sur une croix archiépiscopale d'or posée en pal, adextrée en chef d'un soleil de même et senestrée en chef d'une lune en décours d'argent. Devise / CriStat baculus vigilatque leo turresque tuetur (la croix est dressée, le lion veille et protège les tours) |
| Blason de Albi | Détails | Le statut officiel du blason reste à déterminer. |

| Blason de Albine | Blason  | D'azur à trois trangles ondées d'argent, à l'aigle essorante soutenue d'un coupeau mouvant de la pointe et surmontée d'une coquille, le tout d'or et brochant sur les trangles; à l'orle cordé d'argent brochant sur le tout. Devise / Cri« endura fa mal que força » (on triomphe plus facilement par la patience que par la force). |
| Blason de Albine | Détails | Conflit héraldique : le blason ne présente que deux trangles. Le statut officiel du blason reste à déterminer. |

| Blason de Algans | Blason  | Cinq points d'or équipolés à quatre d'azur.      |
| Blason de Algans | Détails | Le statut officiel du blason reste à déterminer. |

| Blason de Almayrac | Blason  | De sinople à la croix cléchée, pommetée de douze pièces d'or et remplie de gueules, chaussé d'or ; à la mer d'azur sommée d'un filet ondé d'or, brochant sur le tout. |
| Blason de Almayrac | Détails | Adopté en 2024. |

| Blason de Amarens | Blason  | Taillé : au 1er de gueules à l'écusson d'or chargé d'un flanchis de sable, au 2e d'argent à la lettre capitale A de sable. |
| Blason de Amarens | Détails | Le statut officiel du blason reste à déterminer.                                                                           |

| Blason de Ambialet | Blason  | Écartelé : au premier et au quatrième d'argent au château donjonné de sable maçonné du champ, au deuxième d'azur au sautoir d'or, au troisième d'or au lion de gueules. |
| Blason de Ambialet | Détails | Le statut officiel du blason reste à déterminer. |

| Blason de Ambres | Blason  | Écartelé: au 1er d'argent au pal flamboyant de sinople, au 2e d'azur à la croix cléchée et pommetée de douze pièces d'or, remplie de gueules, au 3e d'azur à trois fleurs de lis mal ordonnées d'or, au 4e d'argent au chevron d'azur. |
| Blason de Ambres | Détails | Conflit héraldique : le blason ne présente que deux fleurs de lys. Le statut officiel du blason reste à déterminer. |
| Blason de Ambres | Alias   | D'argent au pal flamboyant de gueules. |

| Blason de Anglès | Blason  | D'azur au soleil d'or, au chef d'argent chargé d'une fleur de lys du champ accostée de deux roses de gueules. |
| Blason de Anglès | Détails | Le statut officiel du blason reste à déterminer.                                                              |

| Blason de Appelle | Blason  | Palissé en fasce de gueules et d'argent.         |
| Blason de Appelle | Détails | Le statut officiel du blason reste à déterminer. |

| Blason de Arfons | Blason  | D'argent au chevreuil de sable, broutant des ronces de sinople à l'entrée d'un bois du même. |
| Blason de Arfons | Détails | Le statut officiel du blason reste à déterminer.                                             |

| Blason de Arifat | Blason  | Coupé: au 1er d'argent à la bande de gueules chargée de trois croissants d'argent, au 2e de sinople à trois pals ondés d'argent. |
| Blason de Arifat | Détails | Conflit héraldique : le blason ne présente que deux croissants. Le statut officiel du blason reste à déterminer.                 |

| Blason de Arthès | Blason  | De gueules à la barre d'or chargée d'un pont de trois arches de sable crénelé de cinq pièces, accompagnée en chef d'une croisette cléchée, vidée et pommetée de douze pièces d'or, au chef cousu d'azur semé de fleurs de lys d'or. |
| Blason de Arthès | Détails | * Ces armes emploient le terme « cousu » dans le seul but de contrevenir à la règle de contrariété des couleurs : elles sont fautives : azur sur gueules. Le statut officiel du blason reste à déterminer.                          |

| Blason de Assac | Blason  | De sable au trèfle d'argent.                     |
| Blason de Assac | Détails | Le statut officiel du blason reste à déterminer. |

| Blason de Aussac | Blason  | D'or à la bande d'azur, chargée de trois grappes de raisin du champ.                                                 |
| Blason de Aussac | Détails | Différences entre dessin et blasonnement : raisin à plomb ou pas ?. Le statut officiel du blason reste à déterminer. |

| Blason de Aussillon | Blason  | D'or à deux barres de sable accompagnées de six coqs du même, barbés et crêtés de gueules, ordonnés 3 en chef posés en barre, 2 entre les barres et 1 en pointe rangés en barre. |
| Blason de Aussillon | Détails | Le statut officiel du blason reste à déterminer. |

Pas d'information pour les communes suivantes : Alos (Tarn), Andillac, Andouque
- Haut – A
- B
- C
- D
- E
- F
- G
- H
- I
- J
- K
- L
- M
- N
- O
- P
- Q
- R
- S
- T
- U
- V
- W
- X
- Y
- Z

## B
| Blason de Bannières | Blason  | De sable à la croix d'or.                        |
| Blason de Bannières | Détails | Le statut officiel du blason reste à déterminer. |

| Blason de Beauvais-sur-Tescou | Blason  | D'or à l'orle de sable.                          |
| Blason de Beauvais-sur-Tescou | Détails | Le statut officiel du blason reste à déterminer. |

| Blason de Belcastel | Blason  | Parti d'argent et de sable, à la bande brochant de l'un en l'autre. |
| Blason de Belcastel | Détails | Le statut officiel du blason reste à déterminer.                    |

| Blason de Bellegarde-Marsal | Blason  | De sinople au pairle d'argent. |
| Blason de Bellegarde-Marsal | Détails | La commune nouvelle a conservé le blason de Marsal, Bellegarde n'en possédant pas. Le statut officiel du blason reste à déterminer. |

| Blason de Belleserre | Blason  | De gueules au chevron brisé d'argent.            |
| Blason de Belleserre | Détails | Le statut officiel du blason reste à déterminer. |

| Blason de Berlats | Blason  | Taillé d'argent et d'azur.                       |
| Blason de Berlats | Détails | Le statut officiel du blason reste à déterminer. |

| Blason de Bernac | Blason  | Écartelé: au 1er de gueules à la bastide d'argent maçonnée de sable, aux 2e et 3e d'or plain, au 4e de gueules à la crosse d'argent mouvant de la pointe. |
| Blason de Bernac | Détails | Le statut officiel du blason reste à déterminer. |

| Blason de Bertre | Blason  | D'argent au chêne de sinople.                    |
| Blason de Bertre | Détails | Le statut officiel du blason reste à déterminer. |

| Blason de Bez (Le) | Blason  | D'argent au pal comété de gueules.               |
| Blason de Bez (Le) | Détails | Le statut officiel du blason reste à déterminer. |

| Blason de Blan | Blason  | D'or au chevron rompu d'azur.                    |
| Blason de Blan | Détails | Le statut officiel du blason reste à déterminer. |

| Blason de Blaye-les-Mines | Blason  | D'or embrassé à dextre de sable.                 |
| Blason de Blaye-les-Mines | Détails | Le statut officiel du blason reste à déterminer. |

| Blason de Boissezon | Blason  | Palé et contre-palé d'argent et de sable de quatre pièces |
| Blason de Boissezon | Détails | Le statut officiel du blason reste à déterminer.          |

| Blason de Bout-du-Pont-de-Larn | Blason  | D'azur au coq, surmonté d'un soleil accosté de deux fleurs de lys, le tout d'or, et accompagné en pointe à dextre d'un sapin arraché d'argent et à senestre d'une usine du même sur des ondes aussi d'or. Devise / CriCréer et dynamiser. |
| Blason de Bout-du-Pont-de-Larn | Détails | Le statut officiel du blason reste à déterminer. |

| Blason de Brassac | Blason  | Deux écus accolés : - cinq points de sinople équipolés à quatre d'or (Brassac de Belfortès), - palissé de gueules et d'argent (Brassac de Castelnau). |
| Blason de Brassac | Détails | Le statut officiel du blason reste à déterminer. |

| Blason de Brens | Blason  | De gueules à la lettre B capitale d'or.          |
| Blason de Brens | Détails | Le statut officiel du blason reste à déterminer. |

| Blason de Briatexte | Blason  | D'azur au casque taré de front orné d'un panache, soutenu de deux lions affrontés, le tout d'or. Devise / CriBrisa testa leo |
| Blason de Briatexte | Détails | Le statut officiel du blason reste à déterminer.                                                                             |

| Blason de Burlats | Blason  | De gueules au lion d'argent, au chef cousu d'azur chargé de trois fleurs de lys d'or. |
| Blason de Burlats | Détails | * Ces armes emploient le terme « cousu » dans le seul but de contrevenir à la règle de contrariété des couleurs : elles sont fautives : azur sur gueules. Le statut officiel du blason reste à déterminer. |

Pas d'information pour les communes suivantes : Barre (Tarn) , Bournazel (Tarn) , Brousse (Tarn) , Broze, Busque
- Haut – A
- B
- C
- D
- E
- F
- G
- H
- I
- J
- K
- L
- M
- N
- O
- P
- Q
- R
- S
- T
- U
- V
- W
- X
- Y
- Z

## C
| Blason de Cabanès | Blason  | Tranché émanché de gueules et d'or.              |
| Blason de Cabanès | Détails | Le statut officiel du blason reste à déterminer. |

| Blason de Cadalen | Blason  | D'or à la fasce de sable.                        |
| Blason de Cadalen | Détails | Le statut officiel du blason reste à déterminer. |

| Blason de Cagnac-les-Mines | Blason  | D'argent à la hache et au pic de mineur passés en sautoir, auxquels est suspendue une lampe de mineur éclairée d'or, accompagnée à dextre d'un rameau de vigne et à senestre d'une gerbe, le tout au naturel. |
| Blason de Cagnac-les-Mines | Détails | Armes parlantes. (outils de mineur) Le statut officiel du blason reste à déterminer. |

| Blason de Cahuzac | Blason  | D'azur au pal flamboyant d'argent.               |
| Blason de Cahuzac | Détails | Le statut officiel du blason reste à déterminer. |

| Blason de Cahuzac-sur-Vère | Blason  | De gueules à la croix cléchée, vidée, pommetée de douze pièces d'or, soutenue d'un cahus (hibou) de sable, au chef cousu d'azur chargé de trois fleurs de lys d'or.                                                                         |
| Blason de Cahuzac-sur-Vère | Détails | * Ces armes emploient le terme « cousu » dans le seul but de contrevenir à la règle de contrariété des couleurs : elles sont fautives : azur sur gueules. Armes parlantes (cahus (hibou)). Le statut officiel du blason reste à déterminer. |

| Blason de Cambon | Blason  | D'or à trois bandes de sinople, à la lettre capitale gothique C de gueules brochant sur le tout. |
| Blason de Cambon | Détails | Le statut officiel du blason reste à déterminer.                                                 |

| Blason de Cambon-lès-Lavaur | Blason  | D'argent au chien et au bouc rampants affrontés de sable. |
| Blason de Cambon-lès-Lavaur | Détails | Le statut officiel du blason reste à déterminer.          |
| Blason de Cambon-lès-Lavaur | Alias   | De gueules à la lettre C capitale d'or.                   |

| Blason de Cambounès | Blason  | De sinople à la barre componée d'or et de sable. |
| Blason de Cambounès | Détails | Le statut officiel du blason reste à déterminer. |

| Blason de Cambounet-sur-le-Sor | Blason  | De gueules aux trois losanges d'or.              |
| Blason de Cambounet-sur-le-Sor | Détails | Le statut officiel du blason reste à déterminer. |

| Blason de Cammazes (Les) | Blason  | D'argent aux deux tourteaux d'azur rangés en pal. |
| Blason de Cammazes (Les) | Détails | Le statut officiel du blason reste à déterminer.  |

| Blason de Campagnac | Blason  | Parti : au premier d'argent embrassé à dextre de sable, au second d'azur au cep de vignr d'or ; le tout surmonté d'un chef de gueules chargé d'un dragon abattu d'argent. |
| Blason de Campagnac | Détails | Le statut officiel du blason reste à déterminer. |

| Blason de Carbes | Blason  | Cinq points de sable équipolés à quatre d'or.    |
| Blason de Carbes | Détails | Le statut officiel du blason reste à déterminer. |

| Blason de Carlus | Blason  | De sinople chaussé d'or.                         |
| Blason de Carlus | Détails | Le statut officiel du blason reste à déterminer. |

| Blason de Carmaux | Blason  | D'azur aux trois rochers d'argent.               |
| Blason de Carmaux | Détails | Le statut officiel du blason reste à déterminer. |

| Blason de Castelnau-de-Brassac | Blason  | De gueules à l'orme arraché d'or, au chef cousu d'azur chargé de trois fleurs de lys aussi d'or. |
| Blason de Castelnau-de-Brassac | Détails | * Ces armes emploient le terme « cousu » dans le seul but de contrevenir à la règle de contrariété des couleurs : elles sont fautives : azur sur gueules. Le statut officiel du blason reste à déterminer. |

| Blason de Castelnau-de-Lévis | Blason  | Écartelé : au premier et au quatrième parti au I d'azur aux trois fasces d'or et au II d'azur aux trois chevrons d'argent, au deuxième et au troisième contre-écartelé au I et au IV d'azur aux trois étoiles d'or rangées en pal, au II et au III de gueules aux trois bandes d'or ; sur le tout parti : au I de gueules aux trois bandes d'or et au II d'argent à la fasce de gueules. |
| Blason de Castelnau-de-Lévis | Détails | Le statut officiel du blason reste à déterminer. |

| Blason de Castelnau-de-Montmiral | Blason  | De gueules au château donjonné d'argent, ouvert et maçonné de sable, senestré d'un monde croisé d'or, le tout surmonté d'un miroir du même, ouvert aussi de sable, au chef cousu d'azur chargé de trois fleurs de lys aussi d'or. |
| Blason de Castelnau-de-Montmiral | Détails | * Ces armes emploient le terme « cousu » dans le seul but de contrevenir à la règle de contrariété des couleurs : elles sont fautives : azur sur gueules. Armes parlantes. Le statut officiel du blason reste à déterminer.       |

| Blason de Castres | Blason  | Parti émanché d'argent et de gueules de quatre pièces mouvant d'un flanc à l'autre, au chef d'azur chargé de trois fleurs de lys d'or. Devise / CriDebout |
| Blason de Castres | Détails | Le statut officiel du blason reste à déterminer. |

| Blason de Caucalières | Blason  | Tranché d'or et de sable.                        |
| Blason de Caucalières | Détails | Le statut officiel du blason reste à déterminer. |

| Blason de Cestayrols | Blason  | De gueules aux trois barres d'argent.            |
| Blason de Cestayrols | Détails | Le statut officiel du blason reste à déterminer. |

| Blason de Cordes-sur-Ciel | Blason  | De gueules au château donjonné d'argent mouvant de la pointe, ouvert du champ et maçonné de sable, surmonté d'une croix cléchée et pommetée de douze pièces d'or, au chef cousu d'azur chargé de trois fleurs de lys d'or.                                                     |
| Blason de Cordes-sur-Ciel | Détails | * Ces armes emploient le terme « cousu » dans le seul but de contrevenir à la règle de contrariété des couleurs : elles sont fautives : azur sur gueules. Conflit héraldique : le château est présenté aussi ajouré du champ. Le statut officiel du blason reste à déterminer. |

| Blason de Coufouleux | Blason  | D'azur au pairle ondé d'argent, accompagné en chef d'une billette du même, à dextre d'une fleur de lys d'or et à senestre d'une croisette cléchée, vidée et pommetée de douze pièces du même. |
| Blason de Coufouleux | Détails | Le statut officiel du blason reste à déterminer. |

| Blason de Courris | Blason  | De sinople au rustre d'argent.                   |
| Blason de Courris | Détails | Le statut officiel du blason reste à déterminer. |

| Blason de Crespinet | Blason  | De sinople à la bande ondée d'argent accompagnée en chef d'une harpe du même et en pointe d'un clocher d'argent ouvert de sable; au franc-quartier de gueules à la croix cléchée, vidée et pommetée de douze pièces d'or. |
| Blason de Crespinet | Détails | Le statut officiel du blason reste à déterminer. |

| Blason de Cuq | Blason  | D'or aux deux tourteaux de sinople rangés en pal. |
| Blason de Cuq | Détails | Le statut officiel du blason reste à déterminer.  |

| Blason de Cuq-Toulza | Blason  | D'argent au chevron de sable, au chef d'azur chargé de trois fleurs de lys d'or. |
| Blason de Cuq-Toulza | Détails | Le statut officiel du blason reste à déterminer.                                 |

| Blason de Curvalle | Blason  | Écartelé: au 1er d'or à la lettre capitale "C" de sinople, au 2e de gueules à l'étoile d'or surmontée d'un croissant versé d'argent, au 3e contre-écartelé aux I et IV d'azur semé de fleurs de lis d'or, aux II et III d'argent au chef de gueules, au lion d'azur armé, lampassé et couronné d'or brochant, à la bande de gueules chargée de trois lionceaux d'argent brochant sur le tout, au 4e d'azur au château d'argent, le pont-levis abaissé, la tour du milieu couverte et pavillonnée du même, maçonné et ouvert de sable. Devise / Cri« venient ad te curvi » (iIls viendront humblement à toi). |
| Blason de Curvalle | Détails | Le statut officiel du blason reste à déterminer. |
| Blason de Curvalle | Alias   | D'or à la lettre C capitale de sinople. |

Pas d'information pour les communes suivantes : Les Cabannes (Tarn) , Cadix (Tarn) , Castanet (Tarn) , Combefa, Crespin (Tarn) , Crespinet, Cunac
- Haut – A
- B
- C
- D
- E
- F
- G
- H
- I
- J
- K
- L
- M
- N
- O
- P
- Q
- R
- S
- T
- U
- V
- W
- X
- Y
- Z

## D
| Blason de Damiatte | Blason  | De gueules à deux barres d'argent; au chef de gueules. |
| Blason de Damiatte | Détails | Le statut officiel du blason reste à déterminer.       |

| Blason de Dénat | Blason  | D'argent au chef-pal d'azur.                     |
| Blason de Dénat | Détails | Le statut officiel du blason reste à déterminer. |

| Blason de Donnazac | Blason  | D'argent à la grappe de raisin d'or tigée et feuillée de sinople; au chef de gueules chargé de trois coquilles d'or. |
| Blason de Donnazac | Détails | Le statut officiel du blason reste à déterminer.                                                                     |

| Blason de Dourgne | Blason  | D'azur aux deux clefs d'argent passées en sautoir, liées par un ruban de gueules. |
| Blason de Dourgne | Détails | Le statut officiel du blason reste à déterminer.                                  |

| Blason de Dourn (Le) | Blason  | De sinople au pal d'or accosté de deux losanges du même. |
| Blason de Dourn (Le) | Détails | Le statut officiel du blason reste à déterminer.         |

| Blason de Durfort | Blason  | D'argent au château de trois tours de sinople, la tour du milieu plus haute. |
| Blason de Durfort | Détails | L'armorial de France donne d'autre couleur De gueules à la forteresse à trois tours d'argent maçonnée de sable. Conflit héraldique : le dessin présente le château ouvert et ajouré de sable. Le statut officiel du blason reste à déterminer. |

- Haut – A
- B
- C
- D
- E
- F
- G
- H
- I
- J
- K
- L
- M
- N
- O
- P
- Q
- R
- S
- T
- U
- V
- W
- X
- Y
- Z

## E
| Blason de Escoussens | Blason  | D'azur à l'agneau pascal d'argent portant une longue croix d'or avec sa banderole du même. |
| Blason de Escoussens | Détails | Le statut officiel du blason reste à déterminer.                                           |

| Blason de Escroux | Blason  | Écartelé en sautoir de sable et d'argent.        |
| Blason de Escroux | Détails | Le statut officiel du blason reste à déterminer. |

| Blason de Espérausses | Blason  | Écartelé de gueules et d'or à la croix brochant de l'un en l'autre. |
| Blason de Espérausses | Détails | Le statut officiel du blason reste à déterminer.                    |

- Haut – A
- B
- C
- D
- E
- F
- G
- H
- I
- J
- K
- L
- M
- N
- O
- P
- Q
- R
- S
- T
- U
- V
- W
- X
- Y
- Z

## F
| Blason de Fauch | Blason  | D'or au chef-pal de gueules.                     |
| Blason de Fauch | Détails | Le statut officiel du blason reste à déterminer. |

| Blason de Faussergues | Blason  | De sinople au chef-bande d'argent.               |
| Blason de Faussergues | Détails | Le statut officiel du blason reste à déterminer. |

| Blason de Fayssac | Blason  | D'or aux deux fasces de gueules.                 |
| Blason de Fayssac | Détails | Le statut officiel du blason reste à déterminer. |

| Blason de Fénols | Blason  | De sable à l'étoile d'or.                        |
| Blason de Fénols | Détails | Le statut officiel du blason reste à déterminer. |

| Blason de Ferrières | Blason  | D'argent au pal flambloyant de gueules.          |
| Blason de Ferrières | Détails | Le statut officiel du blason reste à déterminer. |

| Blason de Fiac | Blason  | D'azur aux trois feuilles de figuier d'or.                                  |
| Blason de Fiac | Détails | Armes parlantes. (figuier) Le statut officiel du blason reste à déterminer. |

| Blason de Florentin | Blason  | Bandé d'argent et de gueules de quatre pièces.   |
| Blason de Florentin | Détails | Le statut officiel du blason reste à déterminer. |

| Blason de Fraissines | Blason  | D'azur à la billette d'or.                       |
| Blason de Fraissines | Détails | Le statut officiel du blason reste à déterminer. |

| Blason de Frausseilles | Blason  | Parti : au 1er d'azur à un lion d'or armé, lampassé et couronné de gueules tenant une hache d'or, au 2d d'argent à deux clefs de sable passées en sautoir. |
| Blason de Frausseilles | Détails | Adopté le 22 février 2022. |

| Blason de Fraysse (Le) | Blason  | Écartelé en sautoir : au premier de gueules au frêne d'or, au deuxième d'or à la croix pattée et fichée de gueules, au troisième d'or à l'église de gueules ouverte du champ, essorée de sable, au quatrième de gueules plain. |
| Blason de Fraysse (Le) | Détails | Conflit héraldique : le dessin représente la tour ajourée du champ. Armes parlantes. (frêne) Le statut officiel du blason reste à déterminer.                                                                                  |

| Blason de Fréjairolles | Blason  | D'argent au pal ondé de gueules.                 |
| Blason de Fréjairolles | Détails | Le statut officiel du blason reste à déterminer. |

| Blason de Fréjeville | Blason  | D'or aux deux pointes d'azur posées en chevron.  |
| Blason de Fréjeville | Détails | Le statut officiel du blason reste à déterminer. |

Pas d'information pour la commune suivante : Fontrieu
- Haut – A
- B
- C
- D
- E
- F
- G
- H
- I
- J
- K
- L
- M
- N
- O
- P
- Q
- R
- S
- T
- U
- V
- W
- X
- Y
- Z

## G
| Blason de Gaillac | Blason  | D'azur au coq d'or surmonté de trois fleurs de lys du même rangées en chef.               |
| Blason de Gaillac | Détails | Armes parlantes. (gallus = coq en latin) Le statut officiel du blason reste à déterminer. |

| Blason de Garrevaques | Blason  | Taillé émanché de sinople et d'or.               |
| Blason de Garrevaques | Détails | Le statut officiel du blason reste à déterminer. |

| Blason de Garrigues | Blason  | D'azur au chevron brisé d'or, accompagné en chef de deux étoiles du même et en pointe d'un croissant d'argent; à la bordure diminuée du même. |
| Blason de Garrigues | Détails | Le statut officiel du blason reste à déterminer.                                                                                              |
| Blason de Garrigues | Alias   | D'or à l'orle de sinople. |

| Blason de Gijounet | Blason  | D'or au triangle de sinople.                     |
| Blason de Gijounet | Détails | Le statut officiel du blason reste à déterminer. |

| Blason de Giroussens | Blason  | De sable au pairle d'or.                         |
| Blason de Giroussens | Détails | Le statut officiel du blason reste à déterminer. |

| Blason de Graulhet | Blason  | Parti : au premier d'argent à l'épi de froment de sinople, au second d'azur au marteau d'or. |
| Blason de Graulhet | Détails | Le statut officiel du blason reste à déterminer.                                             |

| Blason de Grazac | Blason  | De sinople à quatre chapelles d'argent, ouvertes de sable, 3 et 1; au chef cousu de gueules chargé d'une croix cléchée, vidée et pommetée de douze pièces d'or, accostée de deux épis de blé du même.         |
| Blason de Grazac | Détails | * Ces armes emploient le terme « cousu » dans le seul but de contrevenir à la règle de contrariété des couleurs : elles sont fautives : gueules sur sinople. Le statut officiel du blason reste à déterminer. |

| Blason de Guitalens | Blason  | De sinople aux deux pals d'argent, au chef du même. |
| Blason de Guitalens | Détails | Le statut officiel du blason reste à déterminer.    |

Pas d'information pour les communes suivantes : Le Garric, Guitalens-L'Albarède
- Haut – A
- B
- C
- D
- E
- F
- G
- H
- I
- J
- K
- L
- M
- N
- O
- P
- Q
- R
- S
- T
- U
- V
- W
- X
- Y
- Z

## I
Pas d'information pour les communes suivantes : Itzac

## J
| Blason de Jonquières | Blason  | Tranché cannelé d'argent et d'azur.              |
| Blason de Jonquières | Détails | Le statut officiel du blason reste à déterminer. |

| Blason de Jouqueviel | Blason  | De sinople embrassé à senestre d'or.             |
| Blason de Jouqueviel | Détails | Le statut officiel du blason reste à déterminer. |

- Haut – A
- B
- C
- D
- E
- F
- G
- H
- I
- J
- K
- L
- M
- N
- O
- P
- Q
- R
- S
- T
- U
- V
- W
- X
- Y
- Z

## L
| Blason de Labastide-de-Lévis | Blason  | Écartelé : au premier d'azur au demi-vol d'or, au deuxième de gueules au lion couronné d'or, au troisième de gueules au lion d'argent, au quatrième d'or aux trois chevrons de sable. |
| Blason de Labastide-de-Lévis | Détails | Le statut officiel du blason reste à déterminer. |

| Blason de Labastide-Dénat | Blason  | De sable aux lettres B et D capitales d'argent rangées en fasce. |
| Blason de Labastide-Dénat | Détails | Le statut officiel du blason reste à déterminer.                 |

| Blason de Labastide-Gabausse | Blason  | D'argent aux lettres B et C capitales de sinople rangées en fasce. |
| Blason de Labastide-Gabausse | Détails | Le statut officiel du blason reste à déterminer.                   |

| Blason de Labastide-Rouairoux | Blason  | De gueules au château d'argent, ouvert et ajouré de sable, chargé d'un écusson parti émanché d'azur et d'or, au chef cousu d'azur chargé des lettres SSB (Saint Saturnin de Bison) capitales d'or.         |
| Blason de Labastide-Rouairoux | Détails | * Ces armes emploient le terme « cousu » dans le seul but de contrevenir à la règle de contrariété des couleurs : elles sont fautives : azur sur gueules. Le statut officiel du blason reste à déterminer. |

| Blason de Labastide-Saint-Georges | Blason  | D'azur au pigeonnier d'argent accosté en chef de deux colombes essorantes adossées du même; à la bordure d'argent pour moitié crénelée en chef et pour moitié ondée en pointe, le créneau du milieu chargé d’une croisette de gueules. |
| Blason de Labastide-Saint-Georges | Détails | Adopté le 10 janvier 2018. |
| Blason de Labastide-Saint-Georges | Alias   | D'azur au pal d'argent, accosté de deux losanges du même. |

| Blason de Labessière-Candeil | Blason  | D'azur aux trois chandeliers d'or.                                              |
| Blason de Labessière-Candeil | Détails | Armes parlantes. (chandeliers) Le statut officiel du blason reste à déterminer. |

| Blason de Labruguière | Blason  | D'argent au chêne terrassé de sinople, chargé dans le feuillage de la lettre B capitale d'or. |
| Blason de Labruguière | Détails | Le statut officiel du blason reste à déterminer.                                              |

| Blason de Lacabarède | Blason  | De gueules à la fasce d'or, accompagnée de trois carreaux du même rangés en chef. |
| Blason de Lacabarède | Détails | Le statut officiel du blason reste à déterminer.                                  |

| Blason de Lacapelle-Ségalar | Blason  | De gueules à la croix de Malte bordée d'or. |
| Blason de Lacapelle-Ségalar | Détails | * Il y a là non-respect de la règle de contrariété des couleurs : ces armes sont fautives (or sur argent). Le statut officiel du blason reste à déterminer. |

| Blason de Lacaune | Blason  | De gueules au veneur sonnant du cor d'argent, tenant en laisse deux limiers du même. |
| Blason de Lacaune | Détails | Le statut officiel du blason reste à déterminer.                                     |

| Blason de Lacaze | Blason  | D'or au pal bretessé de sable.                   |
| Blason de Lacaze | Détails | Le statut officiel du blason reste à déterminer. |

| Blason de Lacougotte-Cadoul | Blason  | De gueules à l'écusson d'argent.                 |
| Blason de Lacougotte-Cadoul | Détails | Le statut officiel du blason reste à déterminer. |

| Blason de Lacroisille | Blason  | D'argent à l'orle d'azur.                        |
| Blason de Lacroisille | Détails | Le statut officiel du blason reste à déterminer. |

| Blason de Lacrouzette | Blason  | Parti de gueules et de sinople aux trois croisettes d'or et aux deux rochers d'argent superposés en cœur brochant sur la partition. |
| Blason de Lacrouzette | Détails | Armes parlantes. (croisettes) Le statut officiel du blason reste à déterminer.                                                      |

| Blason de Lagardiolle | Blason  | De sable à la fasce d'or, accompagnée de trois carreaux du même rangés en chef. |
| Blason de Lagardiolle | Détails | Le statut officiel du blason reste à déterminer.                                |

| Blason de Lagarrigue | Blason  | Écartelé en sautoir d'or et de gueules.          |
| Blason de Lagarrigue | Détails | Le statut officiel du blason reste à déterminer. |

| Blason de Lagrave | Blason  | D'azur à la croix d'argent, chargée d'une crosse de gueules, cantonnée au premier et au quatrième de deux fasces ondées d'argent, au deuxième et au troisième d'une grappe de raisin d'or. |
| Blason de Lagrave | Détails | Le statut officiel du blason reste à déterminer. |

| Blason de Lalbarède | Blason  | Coupé émanché de gueules et d'or.                |
| Blason de Lalbarède | Détails | Le statut officiel du blason reste à déterminer. |

| Blason de Lasgraisses | Blason  | D'argent au chef palé d'argent et de gueules de douze pièces. |
| Blason de Lasgraisses | Détails | Le statut officiel du blason reste à déterminer.              |

| Blason de Lautrec | Blason  | D'azur, à dextre un laurier d'or, à senestre une tour donjonnée de trois pièces, celle du milieu plus haute sommée d'une croix haute tous d'argent, la tour ouverte du champ.. |
| Blason de Lautrec | Détails | Sur site commune,depuis au moins 2022 |

| Blason de Lavaur | Blason  | De gueules au château à trois tours crénelées d'argent, maçonnées de sable, soutenu d'une onde d'azur et d'argent, mouvant de la pointe et chargée d'une ancre d'or, le château surmonté d'une croix de Toulouse du même, au chef d'azur chargé de trois fleurs de lys d'or. |
| Blason de Lavaur | Détails | * Il y a là non-respect de la règle de contrariété des couleurs : ces armes sont fautives (azur sur gueules). Le statut officiel du blason reste à déterminer. |

| Blason de Lédas-et-Penthiès | Blason  | Tiercé en pairle renversé: au 1er de sinople à saint Roch accompagné à dextre de son chien assis, le tout d'or, au 2e de gueules à la croix cléchée, vidée et pommetée de douze pièces d'or, au 3e d'argent à la fasce ondée d'azur et à la roue de moulin de sable brochante. |
| Blason de Lédas-et-Penthiès | Détails | Création Jean-François Binon. Adopté le 25 juillet 2015. |

| Blason de Lempaut | Blason  | Coupé d'azur et d'or.                            |
| Blason de Lempaut | Détails | Le statut officiel du blason reste à déterminer. |

| Blason de Lescout | Blason  | D'azur au pal bretessé d'or.                     |
| Blason de Lescout | Détails | Le statut officiel du blason reste à déterminer. |

| Blason de Lescure-d'Albigeois | Blason  | Écartelé d'or au lion d'azur, et d'azur au lion d'or. |
| Blason de Lescure-d'Albigeois | Détails | Le statut officiel du blason reste à déterminer.      |

| Blason de Lisle-sur-Tarn | Blason  | De gueules à la croix cléchée, vidée et pommetée de douze pièces d'or, accompagnée d'une rivière ondée d'argent mouvant de la pointe, au chef cousu d'azur chargé de trois fleurs de lys d'or. |
| Blason de Lisle-sur-Tarn | Détails | * Il y a là non-respect de la règle de contrariété des couleurs : ces armes sont fautives (azur sur gueules). Le statut officiel du blason reste à déterminer.                                 |

| Blason de Lombers | Blason  | De gueules au château de trois tours d'argent, ouvert du champ.                                                        |
| Blason de Lombers | Détails | Conflit héraldique : le château est représenté aussi ajouré du champ. Le statut officiel du blason reste à déterminer. |

| Blason de Lugan | Blason  | D'azur au chevron brisé d'or, accompagné en chef de deux étoiles du même et en pointe d'un croissant d'argent. |
| Blason de Lugan | Détails | Le statut officiel du blason reste à déterminer.                                                               |

Pas d'information pour les communes suivantes : Labarthe-Bleys, Laboulbène, Laboutarie, Lacapelle-Pinet, Lamillarié, Lamontélarié, Laparrouquial, Larroque (Tarn) , Lasfaillades, Livers-Cazelles, Loubers, Loupiac (Tarn)
- Haut – A
- B
- C
- D
- E
- F
- G
- H
- I
- J
- K
- L
- M
- N
- O
- P
- Q
- R
- S
- T
- U
- V
- W
- X
- Y
- Z

## M
| Blason de Magrin | Blason  | D'or à trois billettes de sable posées et rangées en barre. |
| Blason de Magrin | Détails | Le statut officiel du blason reste à déterminer.            |

| Blason de Marsal | Blason  | De sinople au pairle d'argent.                   |
| Blason de Marsal | Détails | Le statut officiel du blason reste à déterminer. |

| Blason de Marssac-sur-Tarn | Blason  | De gueules au pont de trois arches d'argent, maçonné de sable, sur une rivière d'azur, surmonté d'une croisette cléchée, vidée et pommetée de douze pièces d'or, au chef cousu d'azur chargé de trois fleurs de lys aussi d'or. |
| Blason de Marssac-sur-Tarn | Détails | * Ces armes emploient le terme « cousu » dans le seul but de contrevenir à la règle de contrariété des couleurs : elles sont fautives : azur sur gueules. Le statut officiel du blason reste à déterminer.                      |

| Blason de Masnau-Massuguiès (Les) | Blason  | D'azur aux deux pals d'or.                       |
| Blason de Masnau-Massuguiès (Les) | Détails | Le statut officiel du blason reste à déterminer. |

| Blason de Massac-Séran | Blason  | Parti d'argent et de gueules à la bande brochant de l'un en l'autre. |
| Blason de Massac-Séran | Détails | Le statut officiel du blason reste à déterminer.                     |

| Blason de Massaguel | Blason  | D'argent au pal bretessé de sinople.             |
| Blason de Massaguel | Détails | Le statut officiel du blason reste à déterminer. |

| Blason de Massals | Blason  | D'azur à la macle d'or.                          |
| Blason de Massals | Détails | Le statut officiel du blason reste à déterminer. |

| Blason de Maurens-Scopont | Blason  | D'or à la croix haussée alésée de sable.         |
| Blason de Maurens-Scopont | Détails | Le statut officiel du blason reste à déterminer. |

| Blason de Mazamet | Blason  | D'azur au coq d'or crêté, becqué et barbé de gueules, surmonté de trois abeilles aussi d'or rangées en chef. Devise / CriCrescam et lucebo (je croîtrai et je brillerai) |
| Blason de Mazamet | Détails | Le statut officiel du blason reste à déterminer. |

| Blason de Mézens | Blason  | Tranché d'argent et de sinople.                  |
| Blason de Mézens | Détails | Le statut officiel du blason reste à déterminer. |

| Blason de Milhars | Blason  | D'argent au chevron d'azur, accompagné en pointe d'un pont de sable sur une rivière aussi d'azur, au chef de gueules chargé d'un cor de chasse d'or. |
| Blason de Milhars | Détails | Le statut officiel du blason reste à déterminer. |

| Blason de Milhavet | Blason  | Barré de sable et d'argent de quatre pièces.     |
| Blason de Milhavet | Détails | Le statut officiel du blason reste à déterminer. |

| Blason de Miolles | Blason  | De sable chaussé d'argent.                       |
| Blason de Miolles | Détails | Le statut officiel du blason reste à déterminer. |

| Blason de Mirandol-Bourgnounac | Blason  | De gueules au chef-bande d'or.                   |
| Blason de Mirandol-Bourgnounac | Détails | Le statut officiel du blason reste à déterminer. |

| Blason de Missècle | Blason  | Taillé d'argent et de gueules.                   |
| Blason de Missècle | Détails | Le statut officiel du blason reste à déterminer. |

| Blason de Monestiés | Blason  | De gueules à la tour accostée de deux étoiles, surmontée de deux clefs passées en sautoir, cantonnées à dextre d'un soleil et à senestre d'une lune, le tout d'argent. |
| Blason de Monestiés | Détails | Le statut officiel du blason reste à déterminer. |

| Blason de Mont-Roc | Blason  | De gueules à la tour d'or posée sur un mont de sinople lui-même chargé d'un besant d'argent, surmontée d'un coucou en vol contourné d'or, lui-même surmonté d'une croix pattée du même accostée de deux fers de moulin d'argent. |
| Blason de Mont-Roc | Détails | * Il y a là non-respect de la règle de contrariété des couleurs : ces armes sont fautives (sinople sur gueules). Le statut officiel du blason reste à déterminer.                                                                |

| Blason de Montans | Blason  | D'or à l'épée basse d'argent accostée de deux capes affrontées de gueules et appendues à la garde de l'épée et soutenue d'une croix cléchée, vidée et pommetée de douze pièces de gueules; au chef palé d'argent et de sinople de quatre pièces. |
| Blason de Montans | Détails | Le statut officiel du blason reste à déterminer. |
| Blason de Montans | Alias   | Palé d'argent et de sinople de quatre pièces. |

| Blason de Montcabrier | Blason  | De sable au chef-barre d'argent.                 |
| Blason de Montcabrier | Détails | Le statut officiel du blason reste à déterminer. |

| Blason de Montdragon | Blason  | D'or mantelé d'azur.                             |
| Blason de Montdragon | Détails | Le statut officiel du blason reste à déterminer. |

| Blason de Montdurausse | Blason  | Taillé émanché de gueules et d'argent.           |
| Blason de Montdurausse | Détails | Le statut officiel du blason reste à déterminer. |

| Blason de Montfa | Blason  | De gueules au château du lieu d'or posé sur un mont de sinople, au centre duquel est marqué dans un cercle le monogramme du peintre Toulouse-Lautrec cousu de sable, au lion aussi d'or issant des toits du château et tenant de ses pattes une croisette cléchée, vidée et pommetée de douze pièces du même. |
| Blason de Montfa | Détails | * Ces armes emploient le terme « cousu » dans le seul but de contrevenir à la règle de contrariété des couleurs : elles sont fautives : sable sur sinople sur gueules. Le statut officiel du blason reste à déterminer.                                                                                       |

| Blason de Montgaillard | Blason  | De sinople au chevron d'argent rompu à dextre.   |
| Blason de Montgaillard | Détails | Le statut officiel du blason reste à déterminer. |

| Blason de Montgey | Blason  | De gueules à l'hamaïde d'or.                     |
| Blason de Montgey | Détails | Le statut officiel du blason reste à déterminer. |

| Blason de Montirat | Blason  | De gueules chaussé d'argent.                     |
| Blason de Montirat | Détails | Le statut officiel du blason reste à déterminer. |

| Blason de Montpinier | Blason  | Coupé d'argent et de sinople.                    |
| Blason de Montpinier | Détails | Le statut officiel du blason reste à déterminer. |

| Blason de Montredon-Labessonnié | Blason  | D'or à la tour crénelée de quatre pièces, posée devant une muraille crénelée de six pièces, le tout d'azur maçonné de sable, ouvert du même, au chef d'azur chargé de trois fleurs de lys d'or. |
| Blason de Montredon-Labessonnié | Détails | Conflit héraldique : le dessin présente les tours aussi ajourées de sable. Le statut officiel du blason reste à déterminer.                                                                     |

| Blason de Montvalen | Blason  | D'argent à la croisette latine de gueules, mantelé d'azur chargé en chef à dextre d'un besant d'or. |
| Blason de Montvalen | Détails | Le statut officiel du blason reste à déterminer.                                                    |

| Blason de Moularès | Blason  | D'azur au pal d'or.                              |
| Blason de Moularès | Détails | Le statut officiel du blason reste à déterminer. |

| Blason de Moulayrès | Blason  | De sable au pal componé d'argent et de sinople.  |
| Blason de Moulayrès | Détails | Le statut officiel du blason reste à déterminer. |

| Blason de Mouzens | Blason  | Tranché d'argent et de sable.                    |
| Blason de Mouzens | Détails | Le statut officiel du blason reste à déterminer. |

| Blason de Murat-sur-Vèbre | Blason  | D'argent aux trois pals de gueules, à l'écusson de sable chargé de deux pointes d'or posées en chevron, brochant sur le tout, au chef aussi de gueules chargé de deux étoiles aussi d'or. |
| Blason de Murat-sur-Vèbre | Détails | Le statut officiel du blason reste à déterminer. |

Pas d'information pour les communes suivantes : Mailhoc, Marnaves, Marzens, Montauriol (Tarn) , Montels (Tarn) , Montrosier, Moulin-Mage, Mouzieys-Panens, Mouzieys-Teulet
- Haut – A
- B
- C
- D
- E
- F
- G
- H
- I
- J
- K
- L
- M
- N
- O
- P
- Q
- R
- S
- T
- U
- V
- W
- X
- Y
- Z

## N
| Blason de Nages | Blason  | De gueules à trois fusées d'or rangées en fasce, au chef d'argent chargé de l'inscription « NAGES » en lettres capitales de sable. |
| Blason de Nages | Détails | Le statut officiel du blason reste à déterminer.                                                                                   |
| Blason de Nages | Alias   | De sable aux trois fusées d'argent rangées en fasce.                                                                               |

| Blason de Navès | Blason  | Taillé nuagé de trois pièces: au 1er de sinople à la tour de sable, ouverte du champ, ajourée et maçonnée d'argent, au 2e d'azur à la nef de sable                                     |
| Blason de Navès | Détails | * Il y a là non-respect de la règle de contrariété des couleurs : ces armes sont fautives (sable sur azur). Armes parlantes. (navire) Le statut officiel du blason reste à déterminer. |

| Blason de Noailhac | Blason  | Tiercé en pairle renversé : au 1er de sinople à une hache et à un pic d'argent, tous deux emmanchés d'or et passés en sautoir, au 2e de gueules à une croix cléchée, vidée et pommetée de douze pièces d'or, au 3e d'argent à la divise ondée et abaissée d'azur et à une rose des jardins de gueules tigée et feuillée de sinople brochante. |
| Blason de Noailhac | Détails | Création Jean-François Binon, adoptée le 4 mars 2021. |

Pas d'information pour la commune suivante : Noailles (Tarn)
- Haut – A
- B
- C
- D
- E
- F
- G
- H
- I
- J
- K
- L
- M
- N
- O
- P
- Q
- R
- S
- T
- U
- V
- W
- X
- Y
- Z

## O
| Blason de Orban | Blason  | D'argent au pal ondé de sinople.                 |
| Blason de Orban | Détails | Le statut officiel du blason reste à déterminer. |

- Haut – A
- B
- C
- D
- E
- F
- G
- H
- I
- J
- K
- L
- M
- N
- O
- P
- Q
- R
- S
- T
- U
- V
- W
- X
- Y
- Z

## P
| Blason de Padiès | Blason  | D'or au lion de sable armé, lampassé et couronné de gueules, aux douze carreaux du même posés en orle. |
| Blason de Padiès | Détails | Le statut officiel du blason reste à déterminer.                                                       |

| Blason de Palleville | Blason  | D'or au crampon de gueules.                      |
| Blason de Palleville | Détails | Le statut officiel du blason reste à déterminer. |

| Blason de Pampelonne | Blason  | Parti : au premier d'azur à la tour donjonnée posée sur un rocher, accostée en chef d'une lune contournée et d'un soleil, le tout d'argent, au second de gueules aux chaînes d'or posées en croix, sautoir et orle chargées au coeur d'une émeraude au naturel ; enté en pointe d'argent à la hure de sanglier de sable. |
| Blason de Pampelonne | Détails | Différences entre dessin et blasonnement : 1er alésé ? Le dessin ne présente pas d'émeraude sur le 2e.. Le statut officiel du blason reste à déterminer. |

| Blason de Parisot | Blason  | Écartelé : au premier d'azur semé de fleurs de lys d'or, au franc-quartier de sable chargé d'un pairle d'or, au second de gueules à quatre otelles d'argent adossées et posées en sautoir, au troisième de gueules à un lion à la queue fourchée en sautoir d'argent, au quatrième d'or à trois pals de gueules. |
| Blason de Parisot | Détails | Le statut officiel du blason reste à déterminer. |

| Blason de Paulinet | Blason  | D'azur au lion d'or.                             |
| Blason de Paulinet | Détails | Le statut officiel du blason reste à déterminer. |

| Blason de Payrin-Augmontel | Blason  | Taillé cannelé d'or et de gueules.               |
| Blason de Payrin-Augmontel | Détails | Le statut officiel du blason reste à déterminer. |

| Blason de Péchaudier | Blason  | D'or aux deux pointes de sinople posées en chevron. |
| Blason de Péchaudier | Détails | Le statut officiel du blason reste à déterminer.    |

| Blason de Penne | Blason  | D'azur à la plume d'or, au chef cousu de gueules chargé de trois fleurs de lys aussi d'or. |
| Blason de Penne | Détails | * Ces armes emploient le terme « cousu » dans le seul but de contrevenir à la règle de contrariété des couleurs : elles sont fautives : gueules sur azur. Armes parlantes. (pennae = plume en latin) Le statut officiel du blason reste à déterminer. |

| Blason de Peyregoux | Blason  | D'azur à la tierce d'or.                         |
| Blason de Peyregoux | Détails | Le statut officiel du blason reste à déterminer. |

| Blason de Peyrole | Blason  | D'azur aux trois billettes d'argent posées et rangées en barre. |
| Blason de Peyrole | Détails | Le statut officiel du blason reste à déterminer.                |

| Blason de Pont-de-Larn | Blason  | Taillé : au premier d'azur au lion d'or, surmonté d'un lambel de cinq pendants de gueules, au second d'argent palissé de sable.                                                                            |
| Blason de Pont-de-Larn | Détails | * Ces armes emploient le terme « cousu » dans le seul but de contrevenir à la règle de contrariété des couleurs : elles sont fautives : gueules sur azur. Le statut officiel du blason reste à déterminer. |

| Blason de Poudis | Blason  | D'azur au pal comété d'argent.                   |
| Blason de Poudis | Détails | Le statut officiel du blason reste à déterminer. |

| Blason de Poulan-Pouzols | Blason  | Poulan : fascé d'or et de sable de quatre pièces et Pouzols : de gueules au chef-bande d'argent. |
| Blason de Poulan-Pouzols | Détails | Le statut officiel du blason reste à déterminer.                                                 |

| Blason de Prades | Blason  | D'or à la larme de sinople.                      |
| Blason de Prades | Détails | Le statut officiel du blason reste à déterminer. |

| Blason de Pratviel | Blason  | De sable palissé de deux pièces et demie d'argent. |
| Blason de Pratviel | Détails | Le statut officiel du blason reste à déterminer.   |

| Blason de Puéchoursi | Blason  | D'argent à l'ours de sable sur un mont de sinople, au chef d'azur chargé d'une fleur de lys d'or. |
| Blason de Puéchoursi | Détails | Armes parlantes. (ours et puech (= mont)) Le statut officiel du blason reste à déterminer.        |

| Blason de Puybegon | Blason  | D'or à deux traverses d'azur, au village isolé d'argent et son ombre de sable brochant sur les traverses, à une feuille de chêne englantée de deux pièces de sinople, posée en barre, brochant sur le village, le tout sommé de l'inscription « PUECH BUEGO » en lettres capitales d'argent. |
| Blason de Puybegon | Détails | Le statut officiel du blason reste à déterminer. |

| Blason de Puycalvel | Blason  | D'or aux trois fusées de gueules rangées en fasce. |
| Blason de Puycalvel | Détails | Le statut officiel du blason reste à déterminer.   |

| Blason de Puycelsi | Blason  | D'azur au château donjonné de trois tourelles d'argent. |
| Blason de Puycelsi | Détails | Le statut officiel du blason reste à déterminer.        |

| Blason de Puygouzon | Blason  | D'or aux trois fasces de sable.                  |
| Blason de Puygouzon | Détails | Le statut officiel du blason reste à déterminer. |

| Blason de Puylaurens | Blason  | De gueules au laurier de sinople, au chef d'azur chargé de trois fleurs de lys d'or, soutenu d'une divise du même. |
| Blason de Puylaurens | Détails | Le statut officiel du blason reste à déterminer.                                                                   |

- Haut – A
- B
- C
- D
- E
- F
- G
- H
- I
- J
- K
- L
- M
- N
- O
- P
- Q
- R
- S
- T
- U
- V
- W
- X
- Y
- Z

## R
| Blason de Rabastens | Blason  | Tiercé en fasce : au premier d'azur à trois fleurs de lys d'or, au deuxième de gueules à la croix cléchée vidée et pommetée de douze pièces d'or, au troisième de sable à trois raves d'argent. |
| Blason de Rabastens | Détails | Armes parlantes. (raves) Le statut officiel du blason reste à déterminer. |

| Blason de Rayssac | Blason  | Tranché émanché d'azur et d'argent.              |
| Blason de Rayssac | Détails | Le statut officiel du blason reste à déterminer. |

| Blason de Réalmont | Blason  | De gueules à l'arbre posé sur un mont d'argent, au chef cousu d'azur chargé de trois fleurs de lys d'or. |
| Blason de Réalmont | Détails | * Ces armes emploient le terme « cousu » dans le seul but de contrevenir à la règle de contrariété des couleurs : elles sont fautives : azur sur gueules. Armes parlantes. (les fleurs de lys, symbole royal, font allusion à l'élément "real" ; le dessin représente un mont) Le statut officiel du blason reste à déterminer. |

| Blason de Rivières | Blason  | D'azur à la fasce ondée d'argent, accompagnée en chef de deux grappes de raisin d'or et en pointe d'une gerbe du même. |
| Blason de Rivières | Détails | Armes parlantes. (rivière) Le statut officiel du blason reste à déterminer.                                            |

| Blason de Ronel | Blason  | D'azur au château donjonné de trois tourelles d'argent, celle du milieu plus haute et chargée de la lettre L capitale de sable, au chef aussi d'argent chargé de trois étoiles du champ, au franc-canton de gueules chargé d'un lion d'or. |
| Blason de Ronel | Détails | Le statut officiel du blason reste à déterminer. |

| Blason de Roquecourbe | Blason  | D'azur au rocher recourbé d'argent mouvant de la pointe, surmonté de trois fleurs de lys d'or mal ordonnées. |
| Blason de Roquecourbe | Détails | Armes parlantes. (rocher recourbé) Le statut officiel du blason reste à déterminer.                          |

| Blason de Roquemaure | Blason  | D'or aux trois billettes de sinople posées et rangées en barre. |
| Blason de Roquemaure | Détails | Le statut officiel du blason reste à déterminer.                |

| Blason de Roquevidal | Blason  | Écartelé d'or et d'azur,.                        |
| Blason de Roquevidal | Détails | Le statut officiel du blason reste à déterminer. |

| Blason de Rosières | Blason  | D'argent aux trois roses de gueules, au chef d'azur chargé de trois rochers du champ. |
| Blason de Rosières | Détails | Armes parlantes. (roses) Le statut officiel du blason reste à déterminer.             |

| Blason de Rouairoux | Blason  | Coupé émanché d'azur et d'or.                    |
| Blason de Rouairoux | Détails | Le statut officiel du blason reste à déterminer. |

| Blason de Rouffiac | Blason  | Palé de sinople et d'or.                         |
| Blason de Rouffiac | Détails | Le statut officiel du blason reste à déterminer. |

| Blason de Roumégoux | Blason  | D'argent au chef de sable.                       |
| Blason de Roumégoux | Détails | Le statut officiel du blason reste à déterminer. |

| Blason de Roussayrolles | Blason  | Tranché: au 1) d'azur à la quintefeuille d'or, au 2) de gueules au dolmen d'or; à la bande d'or chargée d'un ours passant de sable, armé et lampassé de gueules, brochant sur la partition. |
| Blason de Roussayrolles | Détails | Création Groupe roussayrollais M.A.G.R.E.T. Adopté le 11 février 2011. |

Pas d'information pour les communes suivantes : Le Rialet, Le Riols
- Haut – A
- B
- C
- D
- E
- F
- G
- H
- I
- J
- K
- L
- M
- N
- O
- P
- Q
- R
- S
- T
- U
- V
- W
- X
- Y
- Z

## S
| Blason de Saint-Affrique-les-Montagnes | Blason  | D'argent à la larme d'azur.                      |
| Blason de Saint-Affrique-les-Montagnes | Détails | Le statut officiel du blason reste à déterminer. |

| Blason de Saint-Agnan | Blason  | D'azur au chevron brisé d'or, accompagné en chef de deux étoiles du même et en pointe d'un croissant d'argent. |
| Blason de Saint-Agnan | Détails | Le statut officiel du blason reste à déterminer.                                                               |

| Blason de Saint-Amancet | Blason  | Tranché émanché de sinople et d'argent.          |
| Blason de Saint-Amancet | Détails | Le statut officiel du blason reste à déterminer. |

| Blason de Saint-Amans-Soult | Blason  | D'argent à trois fleurs de lys de sable.         |
| Blason de Saint-Amans-Soult | Détails | Le statut officiel du blason reste à déterminer. |

| Blason de Saint-Amans-Valtoret | Blason  | D'azur à la harpe d'or, accostée en pointe de deux fleurs de lys du même. |
| Blason de Saint-Amans-Valtoret | Détails | Le statut officiel du blason reste à déterminer.                          |

| Blason de Saint-Antonin-de-Lacalm | Blason  | Palé d'or et de sinople de quatre pièces.        |
| Blason de Saint-Antonin-de-Lacalm | Détails | Le statut officiel du blason reste à déterminer. |

| Blason de Saint-Avit | Blason  | Palé contre-palé de sinople et d'or de quatre pièces. |
| Blason de Saint-Avit | Détails | Le statut officiel du blason reste à déterminer.      |

| Blason de Saint-Beauzile | Blason  | De sable aux deux fasces d'argent.               |
| Blason de Saint-Beauzile | Détails | Le statut officiel du blason reste à déterminer. |

| Blason de Saint-Benoît-de-Carmaux | Blason  | Palé de gueules et d'argent de six pièces.       |
| Blason de Saint-Benoît-de-Carmaux | Détails | Le statut officiel du blason reste à déterminer. |

| Blason de Saint-Cirgue | Blason  | D'or au losange d'azur.                          |
| Blason de Saint-Cirgue | Détails | Le statut officiel du blason reste à déterminer. |

| Blason à dessiner | Blason  | Parti: au 1er de gueules à la statue de saint Christophe du lieu d'or, au 2e d'azur à la montagne d'or, mouvant d'une mer d'argent, sommée d'une chapelle campanée d'or et surmontée d'un soleil du même; enté de sinople chargé de deux épis de blés courbés et affrontés d'or, les tiges passées en sautoir en pointe. |
| Blason à dessiner | Détails | Adopté le 27 novembre 2023. |

| Blason de Saint-Gauzens | Blason  | Parti émanché de gueules et d'or.                |
| Blason de Saint-Gauzens | Détails | Le statut officiel du blason reste à déterminer. |

| Blason de Saint-Genest-de-Contest | Blason  | De sinople palissé de deux pièces et demie d'argent. |
| Blason de Saint-Genest-de-Contest | Détails | Le statut officiel du blason reste à déterminer.     |

| Blason de Saint-Germain-des-Prés | Blason  | D'azur à la fleur de lys d'or soutenue par deux lions affrontés du même. |
| Blason de Saint-Germain-des-Prés | Détails | Le statut officiel du blason reste à déterminer.                         |

| Blason de Saint-Germier | Blason  | D'argent au pal comété de sable.                 |
| Blason de Saint-Germier | Détails | Le statut officiel du blason reste à déterminer. |

| Blason de Saint-Grégoire | Blason  | De gueules à la barre d'argent.                  |
| Blason de Saint-Grégoire | Détails | Le statut officiel du blason reste à déterminer. |

| Blason de Saint-Jean-de-Rives | Blason  | De sinople à la burèle ondée d'or, surmontée d'un agneau pascal d'argent, la tête contournée nimbée d'or, tenant entre ses pattes antérieures une hampe d'or posée en barre et sommée d'une croix cléchée, vidée et pommetée de douze pièces du même, ledit agneau adextré de quatre épis d'or, aboutés en sautoir et brochant sur une roue de moulin de sable, et senestré d'une grappe de raisin, pamprée et feuillée de deux pièces d'or, la burèle accompagnée en pointe d'une barque d'or soutenue d'une trangle ondée du même. Devise / CriEntre Agout et Bouteboubal |
| Blason de Saint-Jean-de-Rives | Détails | Créé par Bernard Velay et adopté le 9 mars 2019 |
| Blason de Saint-Jean-de-Rives | Alias   | D'or au franc-quartier de sinople. |

| Blason de Saint-Jean-de-Vals | Blason  | D'azur à l'écusson d'argent.                     |
| Blason de Saint-Jean-de-Vals | Détails | Le statut officiel du blason reste à déterminer. |

| Blason de Saint-Juéry | Blason  | D'or à la barre de gueules chargée de trois fleurs de lys du champ posées à plomb, accompagnée en chef de deux marteaux de sable passés en sautoir, surmontés d'une enclume du même, et en pointe d'une tour d'azur. |
| Blason de Saint-Juéry | Détails | Le statut officiel du blason reste à déterminer. |

| Blason de Saint-Julien-du-Puy | Blason  | De sinople à la bande d'or, côtoyée de deux cotices du même. |
| Blason de Saint-Julien-du-Puy | Détails | Le statut officiel du blason reste à déterminer.             |

| Blason de Saint-Julien-Gaulène | Blason  | D'or au tau de sinople.                          |
| Blason de Saint-Julien-Gaulène | Détails | Le statut officiel du blason reste à déterminer. |

| Blason de Saint-Lieux-Lafenasse | Blason  | De gueules aux deux bars adossés d'argent.       |
| Blason de Saint-Lieux-Lafenasse | Détails | Le statut officiel du blason reste à déterminer. |

| Blason de Saint-Lieux-lès-Lavaur | Blason  | D'or au pal componé de sinople et d'argent.      |
| Blason de Saint-Lieux-lès-Lavaur | Détails | Le statut officiel du blason reste à déterminer. |

| Blason de Saint-Martin-Laguépie | Blason  | Fascé contre-fascé d'or et de gueules de quatre pièces, aux huit cordelières nouées de l'un en l'autre. |
| Blason de Saint-Martin-Laguépie | Détails | Le statut officiel du blason reste à déterminer.                                                        |

| Blason de Saint-Michel-Labadié | Blason  | D'or au tau d'azur.                              |
| Blason de Saint-Michel-Labadié | Détails | Le statut officiel du blason reste à déterminer. |

| Blason de Saint-Paul-Cap-de-Joux | Blason  | D'argent au paon de sinople, au chef d'azur chargé de trois fleurs de lys d'or. |
| Blason de Saint-Paul-Cap-de-Joux | Détails | Le statut officiel du blason reste à déterminer.                                |

| Blason de Saint-Pierre-de-Trivisy | Blason  | Taillé émanché d'azur et d'argent.               |
| Blason de Saint-Pierre-de-Trivisy | Détails | Le statut officiel du blason reste à déterminer. |

| Blason de Saint-Salvi-de-Carcavès | Blason  | D'or au chef-barre de sable.                     |
| Blason de Saint-Salvi-de-Carcavès | Détails | Le statut officiel du blason reste à déterminer. |

| Blason de Saint-Salvy-de-la-Balme | Blason  | Parti : au premier de gueules aux deux épis de blé d'or passés en sautoir, au second d'or aux quatre pierres de granit cousues d'argent formant un seul bloc, une en chef, une en pointe et deux en pal ; au chef d'azur chargé de trois pommes de pin d'or. |
| Blason de Saint-Salvy-de-la-Balme | Détails | Le statut officiel du blason reste à déterminer. |

| Blason de Saint-Sernin-lès-Lavaur | Blason  | D'or aux trois fusées de sable.                  |
| Blason de Saint-Sernin-lès-Lavaur | Détails | Le statut officiel du blason reste à déterminer. |

| Blason de Saint-Sulpice | Blason  | D'azur à une cloche d'argent bataillée de sable, au chef cousu de gueules chargé de trois étoiles d'or. |
| Blason de Saint-Sulpice | Détails | * Ces armes emploient le terme « cousu » dans le seul but de contrevenir à la règle de contrariété des couleurs : elles sont fautives : gueules sur sinople. Le statut officiel du blason reste à déterminer. |

| Blason de Saint-Urcisse | Blason  | Coupé d'or et de sable, vêtu de l'un en l'autre. |
| Blason de Saint-Urcisse | Détails | Le statut officiel du blason reste à déterminer. |

| Blason de Sainte-Gemme | Blason  | De sable aux lettres S et G capitales d'or rangées en fasce. |
| Blason de Sainte-Gemme | Détails | Le statut officiel du blason reste à déterminer.             |

| Blason de Saïx | Blason  | D'argent à la lettre S capitale de gueules, mantelé d'azur. |
| Blason de Saïx | Détails | Le statut officiel du blason reste à déterminer.            |

| Blason de Salvagnac | Blason  | D'azur à la tour d'argent, au chef cousu de gueules chargé d'une croisette cléchée, vidée et pommetée de douze pièces d'or.                                                                                |
| Blason de Salvagnac | Détails | * Ces armes emploient le terme « cousu » dans le seul but de contrevenir à la règle de contrariété des couleurs : elles sont fautives : gueules sur azur. Le statut officiel du blason reste à déterminer. |

| Blason de Saussenac | Blason  | D'azur au pairle d'argent.                       |
| Blason de Saussenac | Détails | Le statut officiel du blason reste à déterminer. |

| Blason de Sauveterre | Blason  | D'azur aux deux bandes d'argent, au chef du même. |
| Blason de Sauveterre | Détails | Le statut officiel du blason reste à déterminer.  |

| Blason de La Sauzière-Saint-Jean | Blason  | Taillé: au 1er d'or au papillon d'argent volant en bande, au 2e de gueules à deux maisons d'argent, essorées du champ et rangées en fasce. |
| Blason de La Sauzière-Saint-Jean | Détails | Le statut officiel du blason reste à déterminer.                                                                                           |

| Blason de Sémalens | Blason  | De gueules à une comporte de vendange au naturel, contenant une grappe de raisin feuillée et tigée au naturel, au chef d'azur chargé de trois fleurs de lys d'or.                                          |
| Blason de Sémalens | Détails | * Ces armes emploient le terme « cousu » dans le seul but de contrevenir à la règle de contrariété des couleurs : elles sont fautives : azur sur gueules. Le statut officiel du blason reste à déterminer. |

| Blason de Senaux | Blason  | Coupé d'or et de gueules, vêtu de l'un en l'autre. |
| Blason de Senaux | Détails | Le statut officiel du blason reste à déterminer.   |

| Blason de Senouillac | Blason  | De gueules à la croix cléchée, vidée et pommetée de douze pièces d'or, sur le tout aussi d'or au coq du champ et à la bordure crénelée d'azur chargée en chef de trois fleurs de lys d'or. |
| Blason de Senouillac | Détails | Le statut officiel du blason reste à déterminer. |

| Blason de Sérénac | Blason  | Tranché : au premier d'azur à l'écusson aux armes du Carmel mouvant du canton senestre accosté à dextre d'une cloche d'argent posée en bande, au second d'argent au tertre de sinople sommé d'un sapin du même brochant sur la partition et baigné à senestre d'ondes du champ ombrées d'azur, le tout mouvant de la pointe ; au chef aussi d'azur soutenu d'un filet d'argent et chargé d'un soleil d'or. |
| Blason de Sérénac | Détails | Le statut officiel du blason reste à déterminer. |

| Blason de Serviès | Blason  | D'argent à la jumelle de sable.                  |
| Blason de Serviès | Détails | Le statut officiel du blason reste à déterminer. |

| Blason de Sieurac | Blason  | D'argent au tourteau de sable.                   |
| Blason de Sieurac | Détails | Le statut officiel du blason reste à déterminer. |

| Blason de Sorèze | Blason  | De gueules à la tour crénelée de cinq pièces d'argent et ouverte de sable, sommée d'une colombe essorante du même, une bisse contournée d'or pliée en trois parties en fasces, la partie supérieure brochant sur la porte de la tour. |
| Blason de Sorèze | Détails | Le statut officiel du blason reste à déterminer. |

| Blason de Soual | Blason  | Écartelé : au premier et au quatrième d'azur aux trois grenouilles d'argent, au deuxième et au troisième fascé contre-fascé de gueules et d'argent de quatre pièces. |
| Blason de Soual | Détails | Composé des blasons de Soual et Lestap Le statut officiel du blason reste à déterminer.                                                                              |

Pas d'information pour les communes suivantes : Saint-André (Tarn), Saint-Jean-de-Marcel, Saint-Marcel-Campes, Saint-Michel-de-Vax, Sainte-Cécile-du-Cayrou, Sainte-Croix (Tarn), Saliès, Salles, Le Ségur, Le Sequestre, Souel
- Haut – A
- B
- C
- D
- E
- F
- G
- H
- I
- J
- K
- L
- M
- N
- O
- P
- Q
- R
- S
- T
- U
- V
- W
- X
- Y
- Z

## T
| Blason de Taïx | Blason  | De sinople à la losange d'or. |
| Blason de Taïx | Détails | Le statut officiel du blason reste à déterminer.                                                                                                   |
| Blason de Taïx | Alias   | D'or au tais (blaireau) de sable, au chef de gueules chargé d'une grappe de raisin du champ accostée de deux épis de blé du même[réf. nécessaire]. |

| Blason de Tauriac | Blason  | D'argent au taureau de gueules.                                   |
| Blason de Tauriac | Détails | Armes parlantes. Le statut officiel du blason reste à déterminer. |

| Blason de Técou | Blason  | De sinople au sautoir d'argent.                  |
| Blason de Técou | Détails | Le statut officiel du blason reste à déterminer. |

| Blason de Teillet | Blason  | Écartelé: aux 1er et 4e d'or au lion contourné de gueules, au 2e de gueules à l'épée d'argent, au 3e d'argent à la bande de gueules chargée en chef de trois étoiles de quatre rais d'or ordonnées 2 et 1 et en pointe de deux étoiles à six rais cousues d'azur rangées en barre. |
| Blason de Teillet | Détails | Le baron Solignac, maire de Teillet de 1846 à 1894, a apporté le blason de sa famille à la commune. |

| Blason de Terssac | Blason  | D'azur à l'annelet d'argent accompagné d'une mer du même, mouvant de la pointe, chargée d'une barque de sable sur laquelle brochent deux rames d'or posées en chevron, et, en chef, d'une étoile du même accostée de deux croissants aussi d'argent. |
| Blason de Terssac | Détails | Le statut officiel du blason reste à déterminer. |
| Blason de Terssac | Alias   | D'azur à l'annelet d'argent. Blason de 1696 |

| Blason de Teulat | Blason  | Deux écus accolés: - 1) Échiqueté d'argent et de sinople (SAINT MARTIN LA RIVIERE). - 2) De sinople au chevron d'or (MONTAUCEL) |
| Blason de Teulat | Détails | Le statut officiel du blason reste à déterminer.                                                                                |

| Blason de Teyssode | Blason  | Coupé émanché de 2 pièces de sinople et d'or.    |
| Blason de Teyssode | Détails | Le statut officiel du blason reste à déterminer. |

| Blason de Trébas | Blason  | D'or au trèfle de gueules.                       |
| Blason de Trébas | Détails | Le statut officiel du blason reste à déterminer. |

Pas d'information pour les communes suivantes : Tanus, Terre-Clapier, Tonnac, Le Travet, Tréban, Trévien
- Haut – A
- B
- C
- D
- E
- F
- G
- H
- I
- J
- K
- L
- M
- N
- O
- P
- Q
- R
- S
- T
- U
- V
- W
- X
- Y
- Z

## V
| Blason de Vabre | Blason  | D'or, à un glaive et une colombe essorante contournée tenant un rameau dans son bec et brochant sur le glaive, le tout au naturel, au chef d'azur chargé de trois fleurs de lys du champ. |
| Blason de Vabre | Détails | Le statut officiel du blason reste à déterminer. |
| Blason de Vabre | Alias   | De gueules aux deux pals d'or, au chef du même. Blason de 1696 |

| Blason de Valderiès | Blason  | Fascé de gueules et d'or de six pièces.          |
| Blason de Valderiès | Détails | Le statut officiel du blason reste à déterminer. |

| Blason de Valdurenque | Blason  | D'or au chevron d'azur, accompagné de trois œillets de gueules, tigés de sinople. |
| Blason de Valdurenque | Détails | Le statut officiel du blason reste à déterminer.                                  |

| Blason de Valence-d'Albigeois | Blason  | D'azur à la lettre V capitale d'or, accompagnée de trois fleurs de lys du même. |
| Blason de Valence-d'Albigeois | Détails | Le statut officiel du blason reste à déterminer.                                |

| Blason de Vaour | Blason  | Écartelé d'argent à la croix pattée alésée de gueules, et de sinople à la fasce d'or chargée de trois cors de chasse de sable, accompagnée en chef d'une hure de sanglier d'argent. |
| Blason de Vaour | Détails | Le statut officiel du blason reste à déterminer. |

| Blason de Veilhes | Blason  | Burelé de sable et d'argent de dix pièces        |
| Blason de Veilhes | Détails | Le statut officiel du blason reste à déterminer. |

| Blason de Vénès | Blason  | Taillé cannelé d'or et de sinople.               |
| Blason de Vénès | Détails | Le statut officiel du blason reste à déterminer. |

| Blason de Verdalle | Blason  | De gueules à la barre ondée d'argent, accompagnée en chef d'une croisette cléchée, vidée et pommetée de douze pièces d'or, et en pointe d'un loup ravissant du même. |
| Blason de Verdalle | Détails | Le statut officiel du blason reste à déterminer. |

| Blason de Viane | Blason  | De sinople à la bande componée d'or et de sable. |
| Blason de Viane | Détails | Le statut officiel du blason reste à déterminer. |

| Blason de Vielmur-sur-Agout | Blason  | Écartelé de sable et d'or.                       |
| Blason de Vielmur-sur-Agout | Détails | Le statut officiel du blason reste à déterminer. |

| Blason de Vieux | Blason  | Tiercé en bande de sable, d'argent et d'azur.    |
| Blason de Vieux | Détails | Le statut officiel du blason reste à déterminer. |

| Blason de Villefranche-d'Albigeois | Blason  | D'or aux deux fasces de sable.                   |
| Blason de Villefranche-d'Albigeois | Détails | Le statut officiel du blason reste à déterminer. |

| Blason de Villeneuve-lès-Lavaur | Blason  | Taillé cannelé d'argent et de sinople.           |
| Blason de Villeneuve-lès-Lavaur | Détails | Le statut officiel du blason reste à déterminer. |

| Blason de Villeneuve-sur-Vère | Blason  | D'azur à l'annelet d'or.                         |
| Blason de Villeneuve-sur-Vère | Détails | Le statut officiel du blason reste à déterminer. |

| Blason de Vintrou (Le) | Blason  | De gueules à la bordure d'argent.                |
| Blason de Vintrou (Le) | Détails | Le statut officiel du blason reste à déterminer. |

| Blason de Virac | Blason  | Parti : au 1er d'azur à quatre épis de blé d'or posés en bandes et rangés en pal, au 2d de gueules à la grappe de raisin d'or. |
| Blason de Virac | Détails | Évoque les productions de la commune. Adopté en 1950.                                                                          |

| Blason de Viterbe | Blason  | De sinople aux deux bandes d'argent, au chef du même. |
| Blason de Viterbe | Détails | Le statut officiel du blason reste à déterminer.      |

| Blason de Viviers-lès-Lavaur | Blason  | D'or à la bande componée de gueules et d'argent. |
| Blason de Viviers-lès-Lavaur | Détails | Le statut officiel du blason reste à déterminer. |

| Blason de Viviers-lès-Montagnes | Blason  | Écartelé d'argent à la souche arrachée de sable entée de sinople, et de gueules chapé d'argent. Devise / CriNon recuso laborem |
| Blason de Viviers-lès-Montagnes | Détails | Le statut officiel du blason reste à déterminer.                                                                               |

Pas d'information pour les communes suivantes : Le Verdier, Vindrac-Alayrac
- Haut – A
- B
- C
- D
- E
- F
- G
- H
- I
- J
- K
- L
- M
- N
- O
- P
- Q
- R
- S
- T
- U
- V
- W
- X
- Y
- Z